# ویلیام کلاین
ویلیام کلاین (انگلیسی: William Klein؛ ۱۹ آوریل ۱۹۲۸ - 10 سپتامبر 2022) یک عکاس و کارگردان فیلم اهل ایالات متحده آمریکا و فرانسه است.
او به سبب بکارگیری تکنیک‌های نامتعارف عکاسی در زمینهٔ عکاسی خبری و عکاسی مد شهرت دارد. وی در فهرست ۱۰۰ عکاس پرنفوذ و مهم دنیا، در رتبهٔ ۲۵ام جای دارد.
وی همچنین برندهٔ جوایزی همچون جایزه هاسلبلاد و کمک‌هزینه گوگنهایم شده‌است.